# Клаксвик
Клаксвик (ферј. Klaksvík) град је на Фарским Острвима. Налази се на једном од најсевернијих острва, Бордоју, и има око 4.500 становника, што га чини другим по величини градом на острвима (после главног града, Торсхавна). Клаксвик је лучки град, и основна привредна делатност његових становника јесте рибарство. Што се тиче историје, град је настао спајањем четири села која су настајала као засебне целине од некадашњих фарми. У новије доба, развој града је подстакла централизација. Иако је други по величини, Клаксвик је тек недавно добио на важности као главни административни центар северних острва.

## Партнерски градови
- Вик
- Сисимијут
- Коупавогир
- Трондхејм
- Норћепинг
- Тампере
- Грено
- Оденсе